# Mistrzostwa Polski w piłce siatkowej kobiet (1949)
Mistrzostwa Polski w piłce siatkowej kobiet 1949 – 14. edycja rozgrywek o mistrzostwo Polski w piłce siatkowej kobiet. Rozgrywki miały formę turnieju rozgrywanego w Łodzi.

## Klasyfikacja końcowa
| Miejsce | Drużyna      |
| ------- | ------------ |
| 1.      | Chemia Łódź  |
| 2.      | Grom Gdynia  |
| 3.      | SKS Warszawa |
| 4.      | AZS Warszawa |